# Acordulecera longica
Acordulecera longica – gatunek błonkówki z rodziny Pergidae.

## Taksonomia
Gatunek ten został opisany w 2005 roku przez Davida Smitha. Holotyp (samica) został odłowiony na Dominice. 

## Zasięg występowania
Małe Antyle, znany z Dominiki i Montserrat.